# 그녀는 짱
《그녀는 짱》은 2003년 11월 10일부터 2004년 1월 13일까지 방영된 한국방송공사 월화 드라마이다.

## 기획 의도
보스의 딸인 말괄량이를 길들여야만 했던 조직의 3인자인 바람둥이 날건달과 어리버리 수도사의 한판승부를 다룬 드라마

## 등장 인물
- 류시원 : 미카엘 역
- 안재모 : 이동기 역
- 강성연 : 하혜경 역
- 이서율 : 임호태 역
- 차승환 : 엄일섭 역
- 이대근 : 하충식 역
- 김용건 : 장성택 역
- 정보석 : 배진철 역
- 이근희 : 함정수 역
- 강용석 : 장기호 역
- 박하 : 주은희 역
- 우진 : 미나 역
- 최종원
- 김늘메
- 공재원
- 백윤흠
- 박팔영
- 강주형

## 결방 및 2회 연속 방영
- 2003년 12월 30일 : KBS 가요대상 편성으로 인해 결방
- 2003년 12월 29일 : 29회, 30회 연속 방영

## 참고 사항
- 담당 PD 김용규가 2003년 9월 KBS에 사표를 제출하여 프리를 선언한 후 외주제작사 제이에스픽쳐스로 옮겨간 뒤 처음 연출한 작품이었다.
- 기획될 당시 제목은 <장미도둑>이었다.
- 보스의 딸로 코믹하고 터프한 역인 하혜경 역은 당초 김정은이 물망에 올랐으나, 영화 <가문의 영광>에서 선보였던 코믹하고 엉뚱한 캐릭터를 드라마에서 또 선보인다는 것은 식상하다는 판단에서 고심 끝에 거절 제의를 밝혔다.[1]
- 결국 강성연이 하혜경 역으로 낙점되면서 제목도 <장미도둑>에서 <그녀는 짱>으로 제목이 변경됐는데 '장미'란 단어가 여성적이란 비난을 산 데 이어 '도둑'이란 단어가 들어갔던 드라마가 거의 기대 이하의 성과에 그친 것에서 제목을 바꾼 것으로 풀이된다.
- 박하가 맡았던 주은희 역은 당초 권민중이 낙점됐으나 누드 이벤트 사건으로 출연이 불발됐다.[2]
- 강성연(하혜경 역)은 해당 작품에 앞서 MBC <대장금>의 금영 역으로 낙점되었으나[3] 약속을 어기고 <그녀는 짱>으로 가버려 MBC 측으로부터 항의를 받았다.
- 이대근(하충식 역)은 97년 같은 방송사 월화 미니시리즈 <봄날은 간다>[4] 이후 해당 작품으로 KBS 복귀를 했다.
- 지나친 폭력 장면으로 물의를 산 데 이어[5] 반복된 간접광고로 2004년 1월 15일 대한민국 방송위원회 산하 연예오락 제1심의위원회로부터 '프로그램 관계자 징계'를 받았고[6] 결국 한자릿수 시청률로 기대 이하의 성적에 그쳤다.